# Zygmunt Kęstowicz
Zygmunt Kęstowicz (Šakiai, 24 de Janeiro de 1921 – Varsóvia, 14 de Março de 2007) foi um actor polaco de teatro e cinema.

## Percurso teatral
- Entre 1940 e 1945 actuou no teatro em Vilna.
- Entre 1945 e 1947 actuou em Białystok.
- Em 1947 e 1948 representou no teatro municipal, de Cracóvia.
- Entre 1948 e 1950 esteve no teatro dramático, em Cracóvia.
- De 1950 a 1952 actuou no Teatro Polaco, em Varsóvia.
- De 1952 a 1956 representou no Teatro Nacional, em Varsóvia.
- Entre 1952 e 1957 esteve no Teatro Popular, em Varsóvia.
- De 1957 a 1960 actuou no teatro de comedias, em Varsóvia.
- Entre 1962 e 1965 representou no Teatro Clássico, em Varsóvia.
- Em 1965 e 1966 voltou ao Teatro Polaco, em Varsóvia.
- De 1966 a 1985 actuou no Teatro Dramático de Varsóvia.
- De 1985 a 1990 esteve no Teatro da Vontade, em Varsóvia.

Também actuou na televisão, sobretudo na telenovela polaca Klan (1997-2007) em que desempenhou a personagem de Władysław Lubicz.

## Filmografia

### Filmes
- 1990 - Korczak
- 1981 - Okolice spokojnego morza
- 1979 - Tajemnica Enigmy
- 1979 - Sekret Enigmy
- 1978 - Bez znieczulenia
- 1977 - Sołdaty swobody
- 1975 - W te dni przedwiosenne
- 1974 - Karino como el director
- 1973 - Die Schlüssel
- 1971 - Trochę nadziei]]
- 1971 - Podróż za jeden uśmiech
- 1970 - Zapalniczka
- 1970 - Portfel
- 1970 - Pejzaż z bohaterem
- 1970 - Epilog norymberski
- 1969 - W każdą pogodę
- 1967 - Paryż - Warszawa bez wizy
- 1967 - Cześć kapitanie
- 1965 - Jutro Meksyk
- 1963 - Dwa żebra Adama
- 1958 - Baza ludzi umarłych como Stefan Zabawa
- 1956 - Cień
- 1954 - Autobus odjeżdża 6.20
- 1953 - Pościg

### Séries
- 1997-2007 - Klan (como Władysław Lubicz)
- 1976 - Szaleństwo Majki Skowron (9.)
- 1976 - Polskie drogi (3., 4., 9.)
- 1974 - Karino
- 1973 - Stawiam na Tolka Banana (6.)
- 1973 - Janosik (9.)
- 1973 - Czarne chmury (1., 2., 8., 9., 10.)
- 1971 - Podróż za jeden uśmiech (1.)
- 1970 - Czterej pancerni i pies (18., 19., 20.)
- 1968 - Stawka większa niż życie ( 18.) como Ohlers
- 1965 - Dzień ostatni - dzień pierwszy
- 1964 - Barbara i Jan (6.)